# Koyamah
Koyamah est une ville et une sous-préfecture de la Guinée, rattachée à la préfecture de Macenta et la région de Nzérékoré.
Koyama est aussi appelé Koyamah, une sous-préfecture de Macenta de la région de N'zérékoré.

## Population
En cette année 2020, le nombre d'habitants est estimé à 26 750, à la suite du recensement general de la population (RGP) de 2016.